# Élő holttest
Az Élő holttest (oroszul: Живой труп) Lev Nyikolajevics Tolsztoj orosz író drámája, harmadik színpadi műve, „amelyben egy hozzá igen közel álló témát dolgoz fel: a házasság kudarcát és a felszabadító szökést.” A tizenkét képből álló művet Tolsztoj 1900-ban írta, de színházban csak az író halála után, 1911 őszén mutatták be először.

## Szereplők
25 férfi, 9 nő, 1 kisfiú.
Főbb szereplők
- Fjodor Protaszov (Fegya)
- Jelizaveta Protaszova (Liza), a felesége
- Anna Pavlovna, Liza anyja
- Szása, Liza testvére
- Viktor Karenyin, Liza gyerekkori barátja, második férje
- Darja Andrejevna, Viktor anyja
- Abrezkov herceg
- Mása, cigánylány
- Artyemjev, a kocsma tulajdonosa
- Vizsgálóbíró

## Megírásának története
A dráma alapötletét egy valóságban megtörtént esemény adta. Egy férfi megjátszotta az öngyilkosságot, hogy a felesége férjhez mehessen ahhoz, akit szeret, majd miután holttá nyilvánították, az új házaspárt zsarolni kezdte. Ebből bűnügy lett, és a pár bigámia vádjával törvényszék elé került, az ügy Oroszországban nagy port vert fel. Maga a bíró hívta fel Tolsztoj figyelmét arra, hogy ebben a históriában egy drámai mag rejlik.
Amikor híre ment, hogy a per alapján Tolsztoj drámát ír, az eset szenvedő hősnője arra kérte az írót, hogy ne vigye színpadra a történetét, mert ez újra felkavarná az egész ügyet. Tolsztoj teljesítette a kérést, eltette a darabot, és az csak a halála után került színre Moszkvában.

## Cselekménye
Fjodor (Fegya) Protaszov könnyelmű életet élt, sokat ivott, költekezett, elhanyagolta családját. Már régóta tudja, hogy felesége a lánykori imádóját, Viktor Karenyint szereti, bár az asszony ezt még magának sem vallotta be. 
Jelizaveta Protaszova (Liza) úgy dönt, hogy elhagyja férjét züllött életmódja miatt. Anyja örül, mert reméli, hogy Lizát majd Karenyin veszi feleségül. Liza nővére, Szása ellenzi a válást egy ilyen kiváló, bár gyenge férfitól, mint Fegya. 
Liza még egy utolsó kísérletet tesz, hogy visszaszerezze férjét. Régi udvarlója, Karenyin segítségét kéri, aki Protaszovot tisztek társaságában a cigányoknál találja. Elutasítja felesége kérését, hogy visszatérjen a családhoz. Fegya beleszeret Másába, a dalos kedvű cigánylányba, aki szintén megpróbálja rávenni őt a hazatérésre, de hiába. A férfi tudja, hogy felesége csak Karenyinnal lehetne boldog. Közben Liza is tudatára ébredt Karenyin iránti szerelmének, de egyházi áldással megtartott házasság nélkül nem lehet az övé.
Karenyin Abrezkov herceget kéri meg közvetítésre. Protaszov elmondja a hercegnek, hogy készen áll a válásra, de képtelen az eljárással járó megaláztatást vállalni, és megpróbálja elmagyarázni, hogy a társadalmi intézményekben vállalható szerepeket szégyenletesnek tartja, a szégyenérzést pedig csak az ital tudja elnyomni. Végül megígéri, hogy két héten belül elhárul az akadály Liza és Karenyin házassága elől. Protaszov megpróbálja megölni magát, de az utolsó pillanatban visszariad ettől. Mása, a cigánylány javaslatára színlelt öngyilkosságot rendez. Búcsúlevelet hagy a folyóparton, otthagyja ruháit és eltűnik.
Jóval később Fegya Protaszov egy lepusztult kocsmában ismerősével beszélget. Elmondja, hogy a házasságából hiányzott valami, ami fontos az életben, és felidézi a cigánylányt, akit szeretett és jót tett vele azzal, hogy elhagyta. Majd elmeséli „élő holttestté” válásának történetét, ami után felesége az őt szerető férfival köthetett házasságot. A történetet kihallgatja egy közelben ülő férfi, Artyemjev. Zsarolni kezdi Protaszovot, hogy kérjen a feleségtől pénzt a hallgatásáért cserébe. Protaszov ezt visszautasítja, mire Artyemjev átadja őt egy rendőrnek.
Liza és Viktor Karenyin boldog házasságban élnek, amikor megérkezik a hír, hogy Fegya Protaszov életben van. Teljes a kétségbeesés. A vizsgálóbíró bigámia vádjával őrizetbe veszi, sőt bűnrészességgel is gyanúsítja őket, mert állítólag tudták is, hogy Protaszov csak színlelte az öngyilkosságot. A szembesítésre behívott Fegya bocsánatot kér tőlük és biztosítja a bírót, hogy tettét egymaga követte el. Amikor megtudja, hogy felesége második házasságát felbontják, és hogy rájuk szibériai száműzetés vár, egy barátjától kapott pisztollyal Protaszov most már valóban megöli magát. Mielőtt meghal, bocsánatot kér Lizától, amiért csak így tudta szabaddá tenni őt.

## Magyar fordítások és bemutatók
A mű magyar fordítói: Pásztor Árpád (1911), Vajda László (1911), Bálint Lajos és Trócsányi Zoltán (1924), Haiman Hugó (1930), Németh László (1956). 
A dráma hazai ősbemutatóját Az élő halott címen a Magyar Színházban tartották 1911-ben, Protaszov szerepét Törzs Jenő alakította. A korabeli kritikus, Ambrus Zoltán a bemutatóról írt cikkében méltatta Tolsztoj művészi emberábrázolását, pszichológiai realizmusát: „Benne van mindenekelőtt a Tolsztoj nagyszerű emberlátása… Benne van a Tolsztoj nagy igazságszeretete és a kifejezésen való hatalma is… Benne van végül az az intenzív fény, amellyel Tolsztoj a léleknek legmélyére is be tud világítani.” Van azonban egy „néma főszereplője” is a műnek – folytatta a kritikus –, a társadalom, amely homályban marad. Protaszov lezüllését – ez a darab vezető motívuma – Tolsztoj a társadalom rovására írja. „De azt, hogy miképpen gyakorol a társadalom ilyen gyilkos befolyást Protaszovnak a sorsára, a darabban – s kivált drámai cselekvés formájában – semmi se láttatja… [Ezért] Tolsztojnak vádló föllépése, a kellő magyarázat és argumentálás híjján, nem meggyőző.”
A színdarabot többször felújították, a budapesti Nemzeti Színház 1961. április 21-én mutatta be, a főszerepet Bessenyei Ferenc alakította.
A Magyar Televíziónál 1984-ben tv-változat készült belőle, melyet Havas Péter rendezett.
„Tolsztoj döbbenetes erejű és érvényű drámája annak a sorsnak válságát és feltartóztathatatlan tragédiáját mutatja be, amely sem megszokni, sem lecsapolni nem tudta a köznapokat elborító mocsarat – s a zseniális és formátumos főhős így csak pusztulásának kétségbeesésében emelkedhet ki abból a világból, amelyben nem érezte, hogy valóban létezik.”
Henri Troyat francia irodalomtörténész szerint: „Protaszov egyrészt olyan, mint a Kreutzer szonáta hőse: undorodik a törvényes házasságtól; másrészt olyan, mint a Feltámadásé: szükségét érzi, hogy egy alacsonyabb rangú nővel társuljon, hátat fordítson a világi képmutatásnak, és eltűnjön a névtelen tömegben. Ez a két érzés többé-kevésbé állandóan az írót is gyötörte.”